# Glen Dochart
Glen Dochart (en gaélique écossais : Gleann Dochard), est un glen des Highlands écossais dans le Perthshire. 

## Géographie
Le glen s'étend de Crianlarich vers l'est jusqu'à Killin, en suivant le cours de la river Dochart (en) qui traverse le Loch Dochart (en) et le Loch Iubhair. 
Le Lochan Saorach (en) se situe dans le glen et était autrefois célèbre pour son île flottante qui n'existe plus de nos jours.

## Histoire
Le glen Dochart est la terre d'origine du clan Macnab.
En 1427, les terres appartenaient au clan Arthur. Le roi Jacques Ier souhaitait prendre Glen Dochart au comte d'Atholl au XVe siècle afin de l'attribuer aux membres de la chartreuse de Perth.